# Гострохвостий тетерук
Гострохвостий тетерук (Centrocercus) — рід куроподібних птахів родини фазанових (Phasianidae). Включає два види, що поширені у преріях на заході Північної Америки.

## Види
- тетерук колорадський (Centrocercus minimus) Young, Braun, C, Oyler-McCance, Hupp & Quinn, 2000
- тетерук гострохвостий (Centrocercus urophasianus) Bonaparte, 1827